# Districtes d'Anglaterra

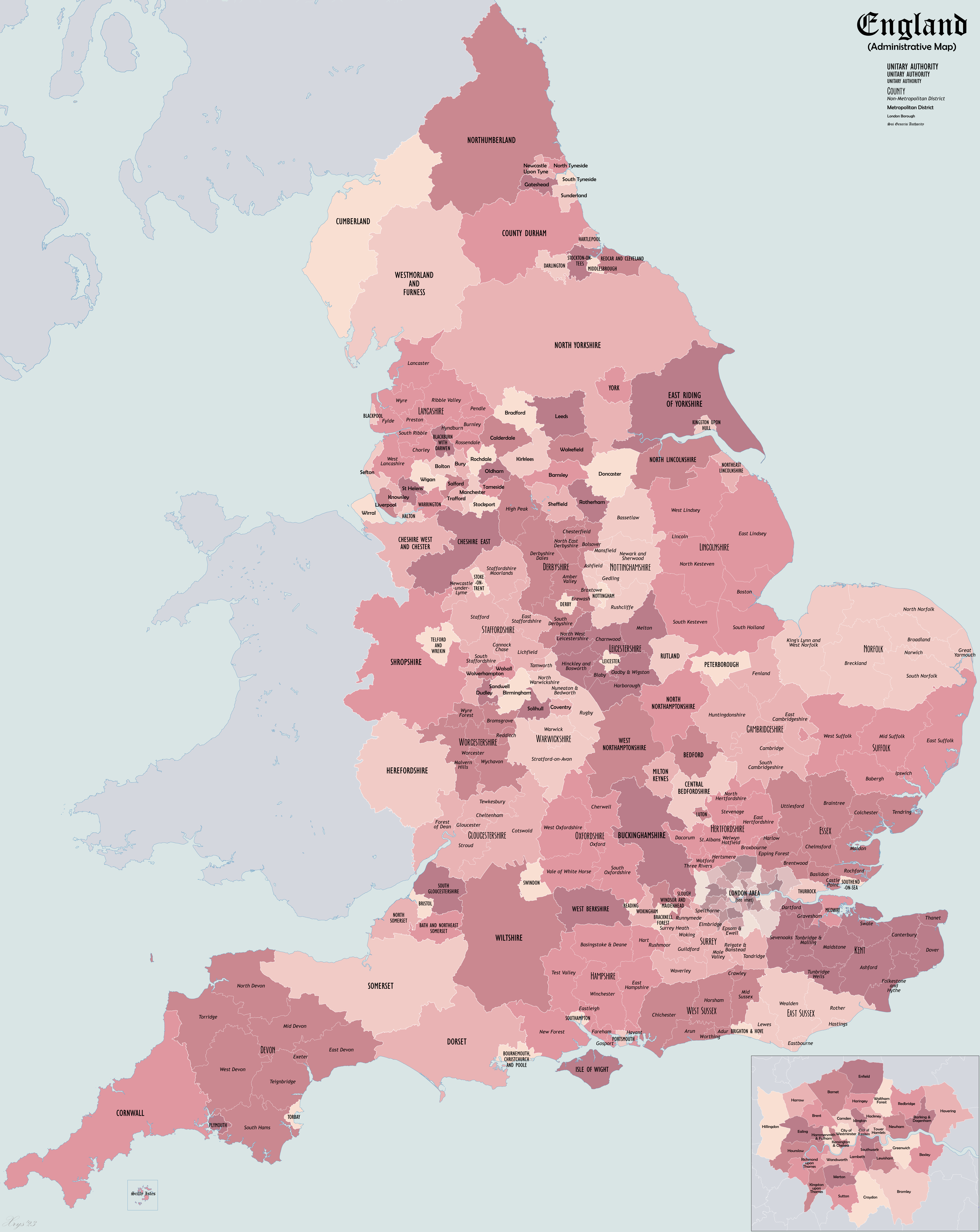
Els 326 districtes d'Anglaterra

Els districtes d'Anglaterra són un nivell de les subdivisions d'Anglaterra usat per als propòsits del govern local. Com l'estructura del govern local a Anglaterra no és uniforme, actualment hi ha quatre tipus principals de subdivisions de districtes. En total hi ha 326 districtes a partir a 32 municipis de Londres, 36 districtes metropolitans, 201 districtes no metropolitans, 55 autoritats unitàries, a més de la Ciutat de Londres i de les Illes Scilly, que també són considerats com a districtes, però no corresponen a cap d'aquestes categories. Alguns districtes porten el títol de municipi, ciutat o municipi reial; aquestes denominacions són purament honorífiques, i no alteren l'estat de districte. Tots els municipis i ciutats, i uns pocs districtes, són guiats per un alcalde que en la majoria dels casos és una figura cerimonial electa pel consell del districte, però -després d'una reforma del govern local- els alcaldes són directament escollits per l'electorat, qui pren la majoria de les decisions en comptes del consell.

## Història
Abans de la introducció dels districtes, la unitat bàsica del govern local a Anglaterra era el municipi civil, en anglès, civil parish. En 1834 aquests municipis van ser posats a càrrec de les Poor Law Unions, una unitat del govern local usada al segle xix, creant àrees d'administració del Poor Law. Aquestes àrees més tard van ser utilitzades per al registre del cens i van ser la base de la provisió sanitària. El 1894, basada en les subdivisions anteriors, la Llei de Govern Local de 1894 va crear districtes urbans i rurals com a subdivisions de comtats administratius, que havien estat creats en 1889. Una altra reforma l'any 1900 va crear 28 municipis metropolitans per al Comtat de Londres.
L'establiment de l'estructura actual dels districtes a Anglaterra va començar en 1965, quan el Gran Londres i els seus 32 municipis van ser creats. Aquests són els tipus més antics de districtes encara vigents. El 1974 van ser creats comtats metropolitans i no metropolitans (aquests últims es coneixien també com a shire countries) arreu d'Anglaterra i van ser dividits en districtes metropolitans i districtes no metropolitans. L'estatut dels municipis de Londres i els districtes metropolitans va canviar en 1986, quan van absorbir les funcions i alguns dels poders dels consells dels comtats metropolitans, i a més el Consell del Gran Londres també va ser abolit. A Londres el poder es comparteix una altra vegada, encara que en bases diferents, amb l'Autoritat del Gran Londres.
Durant els 90 va ser creat un nou tipus de districte, l'autoritat unitària, que combina les funcions i l'estat dels comtats i dels districtes en si.

## Districtes metropolitans
Els districtes metropolitans, també coneguts com a municipis metropolitans pel seu estatut de municipi, són una subdivisió d'un comtat metropolità. Són similars a les autoritats unitàries, ja que els consells dels comtats metropolitans van ser abolits el 1986. La majoria dels poders dels consells dels comtats van ser delegats als districtes, però alguns serveis són duts a terme per comitès mixts i altres organitzacions. Aquests districtes típicament tenen una població que va des dels 174,000 habitants a 1.1 milions de persones.

## Districtes no metropolitans
Els districtes no metropolitans (shire districts) són una subdivisió d'un comtat no metropolità i autoritats de segon nivell, que comparteixen el poder amb els consells d'aquests comtats. La seva població va des de 25.000 a 200.000 habitants.
En aquest sistema de dos nivells, els consells dels comtats són responsables per alguns serveis locals, com l'educació, serveis socials, camins i carreteres, mentre que els consells dels districtes compleixen amb altres serveis, com la recollida d'escombraries, plans a nivell local o com el consell de béns arrels públic.
El nombre de districtes no metropolitans ha variat amb el temps. Inicialment eren 296; però després de la creació de les autoritats unitàries en els 90 i a la fi del 2000, la quantitat es va reduir a 201.